# Pont Lavigueur
Le pont Lavigueur est un des nombreux ponts enjambant la rivière Saint-Charles qui traverse Québec.

## Origine du nom
Il porte le nom de William John Bickell qui était entrepreneur et propriétaire d'un moulin situé à l'extrémité nord de la pointe aux Lièvres, lors de sa construction. 

## Historique
Il a été construit en 1867 sous le nom de « Pont Bickell » pour relier Stadacona (nom d'une localité des environs annexée à la municipalité de Limoilou en 1893) avec pointe aux Lièvres, sous l'initiative de l'entrepreneur William John Bickell, propriétaire d'un moulin situé à l'extrémité nord de la pointe aux Lièvres. Il devient la propriété de la Ville de Québec en 1909 et est reconstruit en acier 1916. Il sera ensuite nommé en l’honneur d'Henri-Edgar Lavigueur, maire de Québec à cette époque.

## Galerie

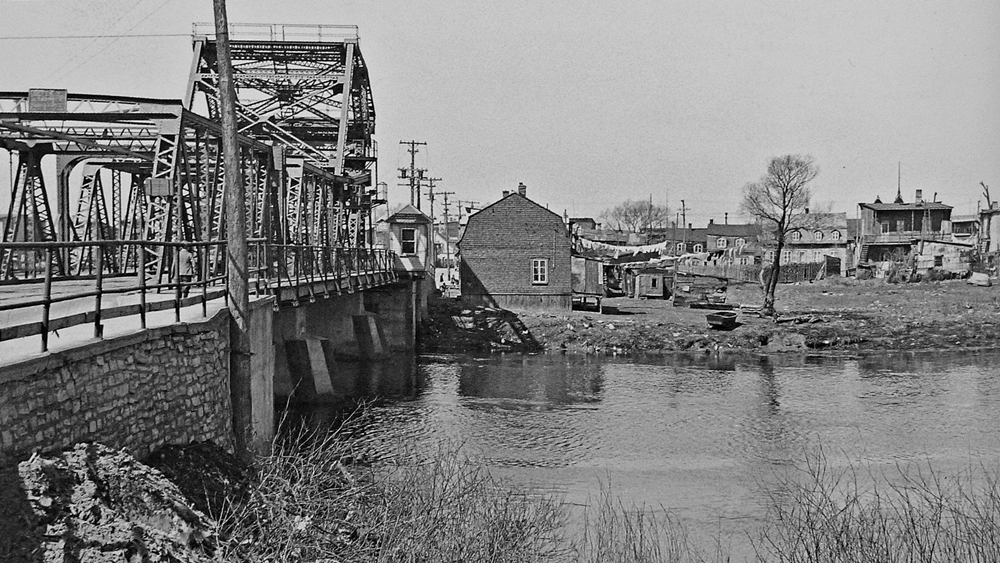
Le Pont Lavigueur en 1945
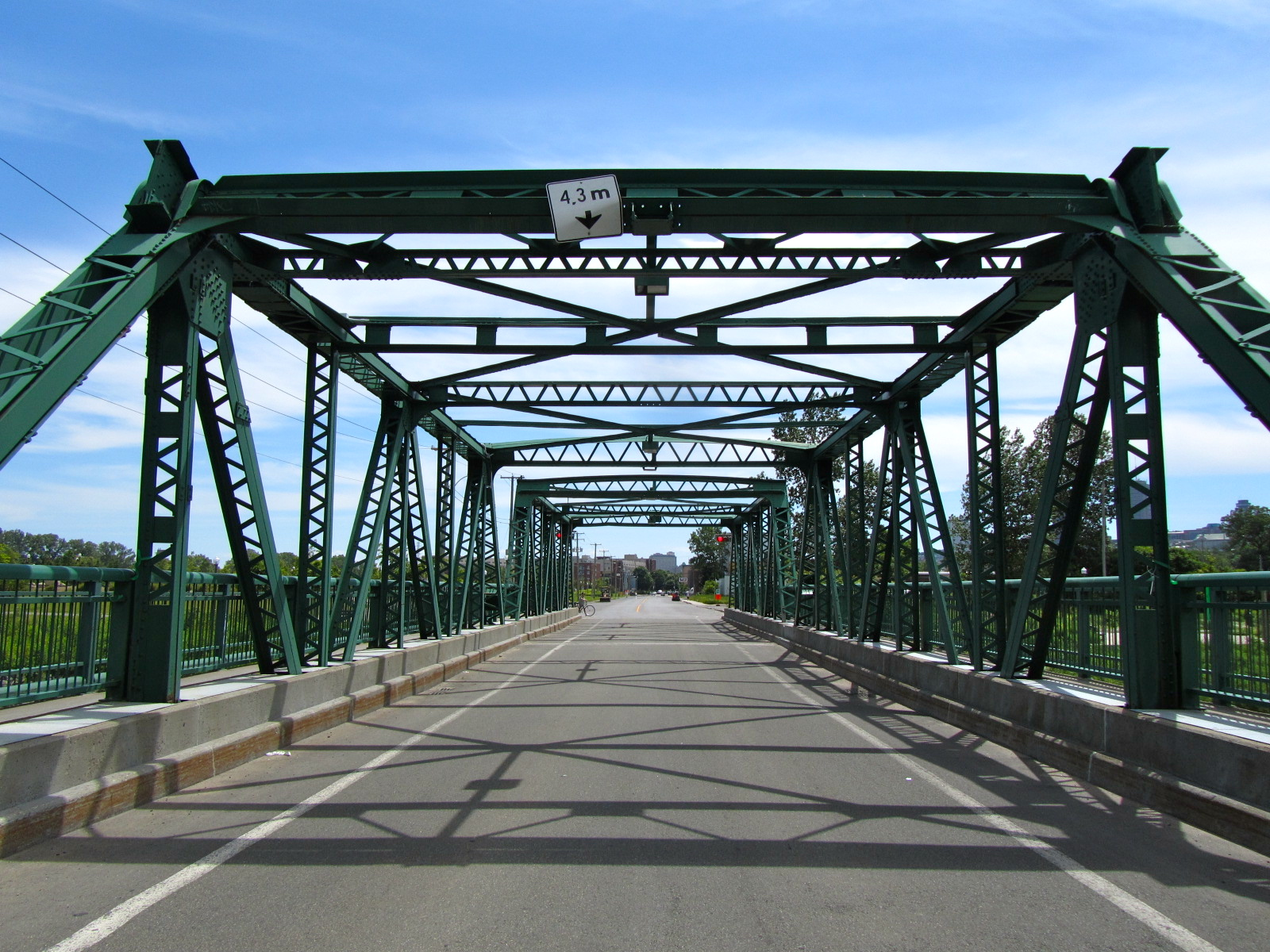
En 2012